# جو سوندره آس
جو سوندره آس (انگلیسی: Jo Sondre Aas؛ زادهٔ ۲ ژوئیهٔ ۱۹۸۹) بازیکن فوتبال اهل نروژ است که در حال حاضر در پست مهاجم برای لوانگر بازی می‌کند.